# Dan Slobin
Dan Isaac Slobin (nascut l'any 1939) és un professor emèrit de psicologia i lingüística a la Universitat de California, Berkeley. Slobin ha fet contribucions importants a l'adquisició del llenguatge per part dels infants, i el seu treball ha mostrat la rellevància de la comparació entre llengües per a l'estudi de l'aprenentatge del llenguatge i per a la psicolingüística en general.
Dan Slobin es va graduar en psicologia a la Universitat of Michigan l'any 1960, i es va doctorar en psicologia social a la Universitat Harvard l'any 1964. A més d'haver treballat a la Universitat de California, Slobin ha exercit com a professor convidat a diverses universitats arreu del món, incloent-hi la de Boğaziçi, la de Tel-Aviv, l'Institut Max Planck per a la Psicolingüística, el Centre Nacional de la Recerca Científica (CNRS) i la Universitat Stanford.
Slobin ha estudiat àmpliament la manera com els parlants de diferents idiomes, entre ells nens i adults, ordenen la informació sobre les relacions espacials i sobre esdeveniments de moviment. Ha argumentat que esdevenir un parlant competent d'un idioma requereix aprendre certs modes específics de pensament per al llenguatge, que ell va denominar "pensar per parlar". Aquest "pensar per parlar" de Slobin pot ser descrit com una versió contemporània i moderada de la hipòtesi Sapir-Whorf, que afirma que el llenguatge que aprenem dona forma a la manera com percebem i pensem la realitat. Aquest punt de vista és sovint contrastat amb la gramàtica universal de Noam Chomsky i altres, que consideren l'adquisició del llenguatge com un procés en gran manera independent de l'aprenentatge i el desenvolupament cognitiu.

## Recerca
Dan Slobin va publicar l'any 2007 el seu estudi Children use canonical sentence schemas: A crosslinguistic study of word order and inflections. L'objectiu d'aquest és mostrar que no devem fer generalitzacions i afirmar que el procés d'adquisició de l'anglès per part d'un nen és el mateix que el procés d'adquisició de qualsevol altre idioma. Slobin va proposar que els nens "construeixen un esquema d'oració canònica com una manera preliminar d'organitzar l'estructura per al comportament verbal. Aquest esquema d'oració canònica proporciona una explicació funcional per a l'ordre de paraules i per a les estratègies flexives, basades en l'intent de cada nen per dominar ràpidament les habilitats comunicatives bàsiques en el seu propi idioma."
Per a l'experiment, Dan Slobin va modificar un mètode d'investigació ja existent: el mètode de comparació de la tasca on va presentar el "disseny per a la prova amb 48 nens" (tres nenes i tres nens en cadascun dels vuit grups d'edat: de 0 a 2, de 2 a 4, de 2 a 8, de 0 a 3, de 3 a 4, de 3 a 8, de 0 a 4 i de 4). En la tasca, cada nen es va presentar amb un parell d'animals de joguina o nines, i se li va demanar que realitzés una acció d'un objecte sobre l'altre. Per exemple: "Heus aquí un camell. Pensem-ne una petita història. Què tal, "el camell està dormint". Em pots mostrar com seria?" Durant el període de deu dies, cada nen va ser subjecte de tres variacions diferents d'aquesta mateixa prova. Hi va haver, durant la prova, 18 verbs i 18 formes que estaven subjectes permutacions, bé en l'ordre de les paraules o bé mitjançant flexió. Els resultats es presenten en forma de taules que mostren els percentatges de la primera elecció en cadascun dels quatre idiomes per ordre d'elecció, si és subjecte-objecte, substantiu-objecte, etc. Allò més significatiu dels resultats va ser que els nens turcs tenien una competència força elevada per a la construcció d'oracions. En general, els parlants de turc ho fan molt millor que els parlants d'altres llengües. "Els nens anglesos i italians més joves ho fan molt millor a un nivell intermedi, i els nens serbo-croates pateixen les majors dificultats."
Slobin creu que el llenguatge és adquirit mitjançant aprenentatge, així com a través del desenvolupament cognitiu d'un nen. La seva elecció de mètode està condicionada per la seva postura teòrica. A les activitats de tasques de comparació, els seus subjectes són exposats a diverses proves, administrades de manera diferent en un termini de deu dies. En la tasca de comparació, els seus subjectes han d'actuar d'una determinada manera o respondre d'acord amb les instruccions donades.
La seva recerca va mostrar que, en general, "els nens semblaven preparats per a aprendre tant llenguatges flexius com els que requerixen un ordre en les paraules". Aquests resultats van contradir les seves "expectatives anteriors basades en la suposada naturalitat de l'ordre de paraules fixat, l'adquisició del turc no resulta perjudicada pel fet que l'ordre de les paraules no siga un indicador de les relacions semàntiques, ja que tots els llenguatges difereixen l'un de l'altre en tot un ventall de dimensions". És a dir, "hom no pot generalitzar sobre l'adquisició de l'anglès com només un exemple de l'adquisició d'un tipus particular de llenguatge". Slobin va mostrar açò amb els resultats de l'experiment. Malgrat això, els seus subjectes eren majoritàriament de països europeus o de nord-amèrica, i no n'hi havia ningú de cap país asiàtic. El seu estudi posterior, "El Projecte de la Història de la Granota", sí que ha estat reconegut amplament.

## Altres projectes
Dan Slobin també va dissenyar un projecte, en col·laboració amb Ruth Berman, al començament de la dècada dels 80. Va crear "El Projecte de la Història de la Granota", una ferramenta de recerca que consistia en un llibre de contes que contenia 24 imatges i cap paraula. Açò fa possible que hi sorgeixin narratives comparables en contingut però diferents pel que fa a la forma, que diferirà en funció de l'edat i a la llengua dels participants. En aquest estudi hi ha dades de dotzenes de llengües i de la majoria dels tipus lingüístics del món. Berman i Slobin van comparar l'anglès, l'alemany, l'espanyol, l'hebreu i el turc en diverses dimensions.
El seu projecte ha estat esmentat per Raphael Berthele, una professora de la Universitat de Fribourg, a Suïssa, a la seva contribució a l'obra col·lectiva Crosslinguistic approaches to the psychology approach, editada per Elena Lieven i Jiansheng Guo.